# 牛島憲之
牛島 憲之（うしじま のりゆき、1900年8月29日 - 1997年9月16日）は、洋画家。熊本県熊本市二本木町生まれ。
世田谷区在住であったが、多摩川近郊、特に府中によくスケッチに出かけた縁から、東京都府中市の府中市美術館に遺族が寄贈した作品100点が収蔵されている。
風景画で知られる。

## 画風
風景画の作品が多く、柔らかな線と穏やかな色彩を特徴とする。牛島の描くモティーフの種類はある程度限定され、同じ風景が数多く繰り返し描かれる。
熊本の裕福な地主の息子に生まれ、東京芸大の講師になるまで勤め人になったことが無かったという。日展に入選後も絵を売らず、また華やかな場に参列することも少なく、画家とは名誉ではなく描き続けることであるという立場を貫いた。家族には「絵の具とカンバスと、雨風しのげて目と手があれば、絵は描けるんだよ」と言い続けたという。

## 来歴
- 1900年 熊本県熊本市二本木町に生まれる。
- 1919年 旧制熊本中学校卒業後[6]上京し葵橋洋画研究所に学ぶ。この頃から歌舞伎に興味をもち、片端から観てまわる。
- 1927年 東京美術学校西洋画科卒業。岡田三郎助に師事。同年の帝展入選。以後、秀作美術展を中心に出品を重ねる。
- 1936年 主線美術協会を創立。
- 1946年 「炎昼」が第2回日展で特選となる。
- 1949年 立軌会を結成。
- 1954年 東京芸術大学講師となり1965年から教授。
- 1969年 芸術選奨文部大臣賞受賞。
- 1971年 熊本県近代文化功労者。
- 1981年 日本芸術院会員。
- 1982年 文化功労者となる。
- 1983年 文化勲章受章。
- 墓所は渋谷区瑞円寺。

## 主な作品
- 「炎昼」（1946年） 京都国立近代美術館
- 「まるいタンク」（1957年）熊本県立美術館